# Rahat
Rahat és una ciutat del districte del Sud d'Israel, situada a 12 km al nord de Beerxeba.

## Història
Rahat fou fundada el 1972 pel govern d'Israel per tal que s'hi assentessin els beduïns nòmades àrabs de la zona. Fins a l'any 1980, Rahat formà part del consell regional de Bene Shim'on. Fins a un consell local fins al 1994, any que obtingué l'estatus de ciutat. És la primera ciutat en nombre de beduïns de tot Israel i Palestina, i l'any 2002, l'Oficina Central d'Estadística d'Israel (CBS) va publicar un estudi en què es deia que Rahat era el segon municipi més pobre d'Israel.

## Dades estadístiques

### Demografia

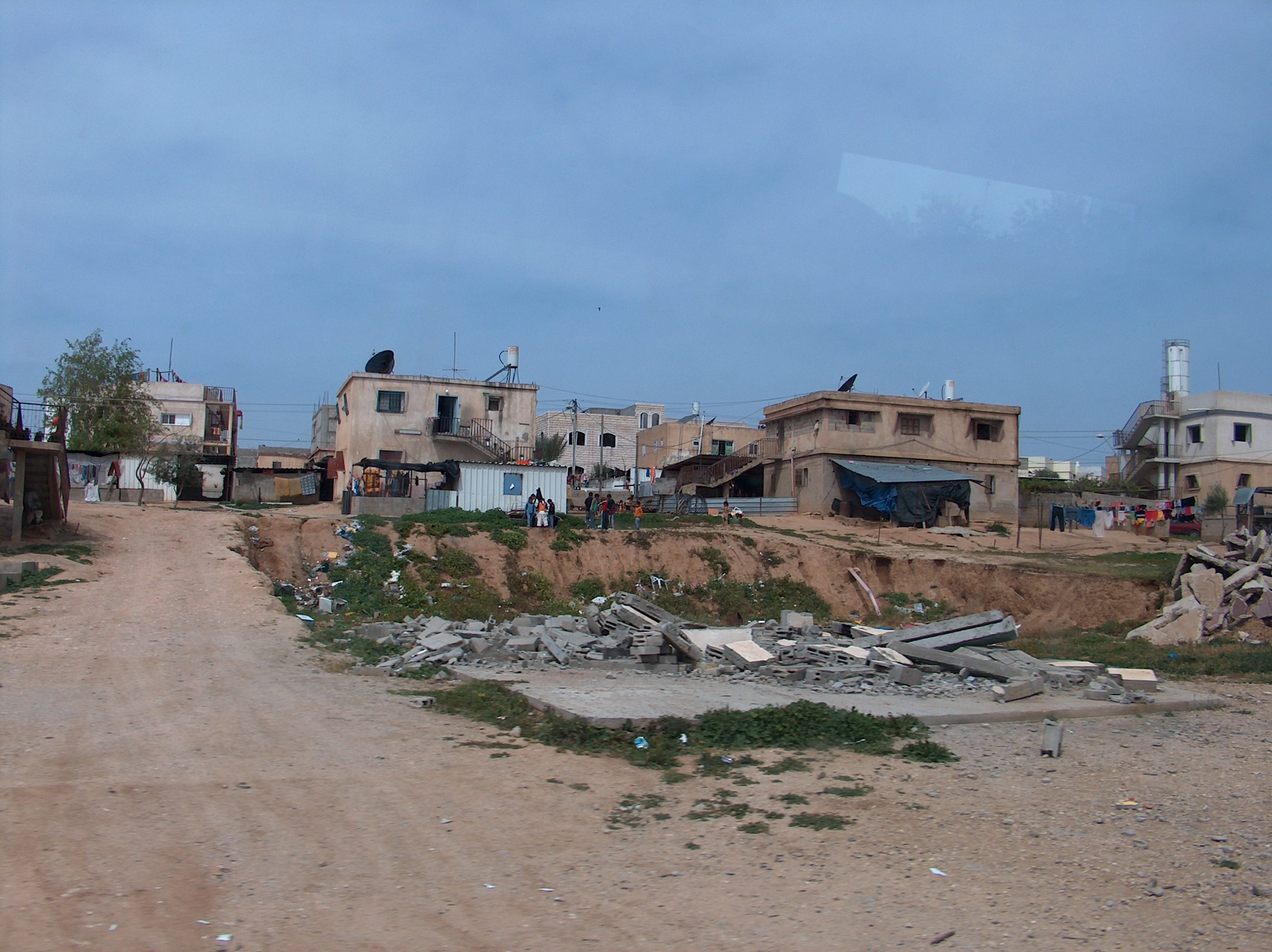
Habitatges de Rahat

Segons l'Oficina Central d'Estadística d'Israel (CBS), la població de la ciutat era, l'any 2001, un 100% formada per beduïns àrabs, i no hi havia un nombre significatiu de jueus.
L'any 2001 hi havia 16.300 homes i 16.100 dones. La població de la ciutat es compon en un 65,2% de persones de menys de 20 anys, un 15,8% de persones d'entre 20 i 29 anys, un 12,0% d'entre 30 i 44, un 4,7% d'entre 45 i 59, un 0,9% d'entre 60 i 64, i un 1,4% de majors de 65. La taxa de creixement de la població aquell mateix any era de 5,9%.

### Ingressos
Segons la CBS, l'any 2000 hi havia 3.983 empleats i 437 autònoms a la ciutat. El salari mensual mitjà de la ciutat per als empleats era de 3.008 nous xéquels. El salari mitjà dels homes era de 3.502 nous xéquels i el de les dones era de 1.394 nous xéquels. Els ingressos mitjans dels autònoms eren de 5.198 nous xéquels. 277 persones rebien prestació d'atur i 10.906 ajuda social.

### Ensenyament
Segons la CBS, hi ha 16 centres educatius i 10.442 estudiants a la ciutat. Hi ha 13 escoles primàries amb 7.375 estudiants i 6 escoles secundàries amb 3.067 estudiants. L'any 2001, un 54,7% dels estudiants d'últim curs de secundària es van graduar.